# Aniliidae
Anilius scytale es una especie de serpiente, único miembro de la familia Aniliidae y del género Anilius. Habita América del Sur.
Esta serpiente posee una faja pélvica vestigial que tiene la apariencia de un par de espuelas de cloaca. Es ovovivípara. La dieta se compone principalmente de anfibios y otros reptiles. Actualmente, se reconocen dos subespecies, incluyendo la forma típica que se describe aquí.

## Descripción

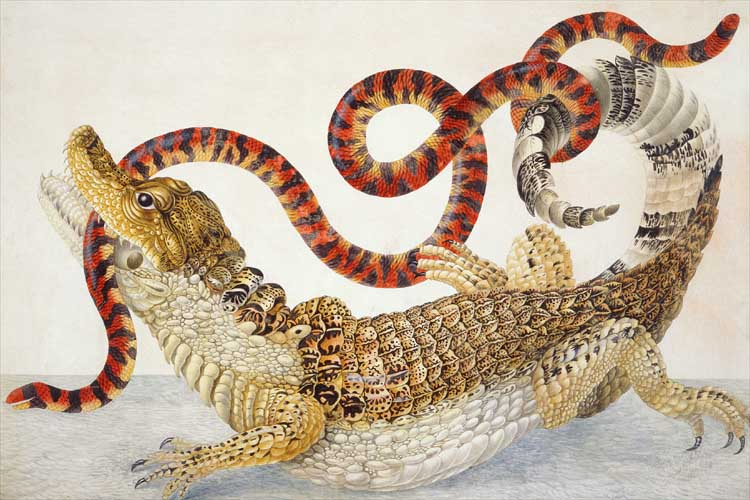
Caiman crocodilus y Anilius scytale por Maria Sibylla Merian.

Esta especie habita la cuenca del Amazonas, Guyana, Trinidad y Tobago. Se trata de una serpiente de mediano tamaño que puede alcanzar unos 70 cm de longitud. Se alimenta de escarabajos, cecilias (anfibios llaneros), anfisbénidos (lagartos sin patas), pequeñas serpientes fosoriales, peces y ranas. Tiene un cuerpo cilíndrico de diámetro uniforme y la cola muy corta; bandas brillantes en rojo y negro (pero sin bandas amarillas). Sus ojos reducidos se ubican debajo de las grandes escamas de la cabeza. Es considerada la serpiente que más se parece a las serpientes ancestrales originales, contando entre otros con un cráneo parecido al de un lagarto.

## Distribución geográfica
Habita las zonas tropicales de la parte norte de América del Sur desde el sur y oeste de Venezuela, Guyana, Suriname y Guyana francesa incluyendo la cuenca del Amazonas en Colombia, Ecuador, Perú y Brasil. La localidad tipo es "Indiis".

## Taxonomía
En las clasificaciones modernas la familia incluye únicamente la especie Anilius scytale, mientras que Cylindrophis, el género asiático previamente incluido, ha sido elevado a una familia separada, Cylindrophiidae.

### Subespecies
| Subespecies      | Autor de taxón   | Nombre común | Distribución geográfica |
| ---------------- | ---------------- | ------------ | ----------------------- |
| A. s. phelpsorum | Roze, 1958       |              |                         |
| A. s. scytale    | (Linnaeus, 1758) |              |                         |